# Copa FGF de 2017
A Copa FGF de 2017 ou Copa Paulo Sant'Ana, foi a décima terceira edição deste torneio anual realizado pela Federação Gaúcha de Futebol. O nome que a competição recebeu neste ano homenageou o jornalista e torcedor símbolo do Grêmio, Francisco Paulo Sant'Ana, falecido em 19 de julho de 2017. Em 2017 a Copa voltou ao calendário da FGF depois de um ano de inatividade, substituindo a Super Copa Gaúcha. A competição garantiu ao campeão o direito escolher entre uma vaga no Campeonato Brasileiro de Futebol de 2018 - Série D ou para a Copa do Brasil de 2018, além de de disputar a Recopa Gaúcha, contra o Novo Hamburgo, campeão do Campeonato Gaúcho de 2017.

## Participantes
Os participantes foram divulgados pela FGF após o congresso técnico, no dia 10 de julho.
- Após confirmarem a participação, Avenida, Lajeadense, Passo Fundo, Rio Grande e posteriormente Sapucaiense, anunciaram que não disputariam o torneio.[7][8]

## Fórmula de Disputa
- Fase Classificatória: As equipes foram distribuídas em grupos regionalizados. Os confrontos aconteceram dentro do mesmo grupo, em partidas de ida e volta. Classificaram-se os dois primeiros colocados de cada grupo e o terceiro colocado do Grupo B (único com cinco equipes). A oitava vaga foi conhecida através de um Playoff entre os terceiros colocados dos Grupos A e C.[9]
- Fase Final: As oito melhores equipes avançaram para a Fase de Quartas de Final. Os confrontos foram sorteados após a Fase Classificatória, no Pote 1 ficaram os primeiros colocados de cada grupo juntamente com o segundo colocado de melhor aproveitamento. As equipes se enfrentaram em partidas de ida e volta, com a partida final na casa da equipe melhor classificada. Os vencedores do confronto avançaram para a Semifinal e posteriormente para a Final.

## Fase Classificatória

### Grupo A
| Grupo A | Grupo A         | Grupo A | Grupo A | Grupo A | Grupo A | Grupo A | Grupo A | Grupo A | Grupo A | Grupo A |
| Pos     | Times           | Pts     | J       | V       | E       | D       | GP      | GC      | SG      | %       |
| ------- | --------------- | ------- | ------- | ------- | ------- | ------- | ------- | ------- | ------- | ------- |
| 1       | Guarany de Bagé | 9       | 6       | 2       | 3       | 1       | 5       | 5       | 0       | 50      |
| 2       | Pelotas         | 8       | 6       | 2       | 2       | 2       | 10      | 10      | 0       | 44      |
| 3       | Grêmio          | 8       | 6       | 2       | 2       | 2       | 5       | 5       | 0       | 44      |
| 4       | Bagé            | 7       | 6       | 2       | 1       | 3       | 5       | 5       | 0       | 38      |

|  |                                       |  |                                 |
|  | Equipes classificadas à Segunda Fase. |  | Equipe classificada ao Playoff. |

| Resultados (Resumo) | Resultados (Resumo) | Resultados (Resumo) | Resultados (Resumo) | Resultados (Resumo) |
| Clube               | BAG                 | GRE                 | GUA                 | PEL                 |
| ------------------- | ------------------- | ------------------- | ------------------- | ------------------- |
| Bagé                |                     | 0 – 1               | 2 – 0               | 1 – 2               |
| Grêmio              | 0 – 0               |                     | 0 – 0               | 2 – 1               |
| Guarany de Bagé     | 1 – 0               | 1 – 0               |                     | 2 – 2               |
| Pelotas             | 1 – 2               | 3 – 2               | 1 – 1               |                     |

|  |                     |  |        |  |                      |
|  | Vitória do Mandante |  | Empate |  | Vitória do Visitante |

### Grupo B
| Grupo B | Grupo B     | Grupo B | Grupo B | Grupo B | Grupo B | Grupo B | Grupo B | Grupo B | Grupo B | Grupo B |
| Pos     | Times       | Pts     | J       | V       | E       | D       | GP      | GC      | SG      | %       |
| ------- | ----------- | ------- | ------- | ------- | ------- | ------- | ------- | ------- | ------- | ------- |
| 1       | Cruzeiro-RS | 17      | 8       | 5       | 2       | 1       | 13      | 2       | 11      | 70      |
| 2       | Aimoré      | 14      | 8       | 4       | 2       | 2       | 10      | 7       | 3       | 58      |
| 3       | São José-RS | 12      | 8       | 3       | 3       | 2       | 14      | 7       | 7       | 50      |
| 4       | Igrejinha   | 9       | 8       | 1       | 6       | 1       | 7       | 9       | -2      | 37      |
| 5       | Real        | 1       | 8       | 0       | 1       | 7       | 1       | 20      | -19     | 4       |

|  |                                       |
|  | Equipes classificadas à Segunda Fase. |

| Resultados (Resumo) | Resultados (Resumo) | Resultados (Resumo) | Resultados (Resumo) | Resultados (Resumo) | Resultados (Resumo) |
| Clube               | AIM                 | CRU                 | IGR                 | REA                 | SJO                 |
| ------------------- | ------------------- | ------------------- | ------------------- | ------------------- | ------------------- |
| Aimoré              |                     | 1 – 0               | 1 – 1               | 2 – 0               | 2 – 1               |
| Cruzeiro            | 1 – 0               |                     | 0 – 0               | 4 – 0               | 2 – 1               |
| Igrejinha           | 2 – 2               | 0 – 3               |                     | 1 – 1               | 1 – 1               |
| Real                | 0 – 1               | 0 – 3               | 0 – 1               |                     | 0 – 3               |
| São José            | 2 – 1               | 0 – 0               | 1 – 1               | 5 – 0               |                     |

|  |                     |  |        |  |                      |
|  | Vitória do Mandante |  | Empate |  | Vitória do Visitante |

### Grupo C
| Grupo C | Grupo C             | Grupo C | Grupo C | Grupo C | Grupo C | Grupo C | Grupo C | Grupo C | Grupo C | Grupo C |
| Pos     | Times               | Pts     | J       | V       | E       | D       | GP      | GC      | SG      | %       |
| ------- | ------------------- | ------- | ------- | ------- | ------- | ------- | ------- | ------- | ------- | ------- |
| 1       | Internacional       | 15      | 6       | 5       | 0       | 1       | 13      | 4       | 9       | 83      |
| 2       | Ypiranga de Erechim | 15      | 6       | 5       | 0       | 1       | 11      | 4       | 7       | 83      |
| 3       | Três Passos         | 3       | 6       | 1       | 0       | 5       | 4       | 12      | -8      | 16      |
| 4       | Nova Prata          | 3       | 6       | 1       | 0       | 5       | 2       | 10      | -8      | 16      |

|  |                                       |  |                                 |
|  | Equipes classificadas à Segunda Fase. |  | Equipe classificada ao Playoff. |

| Resultados (Resumo) | Resultados (Resumo) | Resultados (Resumo) | Resultados (Resumo) | Resultados (Resumo) |
| Clube               | INT                 | NPA                 | TAC                 | YPI                 |
| ------------------- | ------------------- | ------------------- | ------------------- | ------------------- |
| Internacional       |                     | 2 – 0               | 2 – 0               | 2 – 1               |
| Nova Prata          | 1 – 2               |                     | 0 – 2               | 0 – 2               |
| Três Passos         | 0 – 5               | 0 – 1               |                     | 1 – 2               |
| Ypiranga de Erechim | 2 – 0               | 2 – 0               | 2 – 1               |                     |

|  |                     |  |        |  |                      |
|  | Vitória do Mandante |  | Empate |  | Vitória do Visitante |

### Jogo de Ida
| Quarta-feira, 20 de setembro | Três Passos             | 2 – 1 | Grêmio      | CT TAC/Futebol com Vida, Três Passos |
| 15:00                        | Léo 45+3' · Augusto 71' |       | 26' Machado | Árbitro: RS Éder Zanella             |

| Três Passos | Grêmio |

### Jogo de Volta
| Sábado, 23 de setembro | Grêmio                    | 2 – 1  | Três Passos   | CT Hélio Dourado, Eldorado do Sul |
| 15:00                  | Batista 55' · Conrado 75' | [ 10 ] | Carlinhos 68' | Árbitro: RS Marcelo Cavalheiro    |

|                                                                                            |       | Penalidades                                                         |  |
| Pepê Jean Pyerre Matheusinho Dudu Batista Zé Augusto Guilherme Guedes Lucas Poletto Araújo | 8 – 7 | Carlinhos Léo Zé Vitor Guto Cesinha Erik Aquino Vitor Luís Henrique |  |

| Grêmio | Três Passos |

## Fase Final
Os confrontos foram sorteados pela FGF de acordo com a classificação das Equipes na Fase Classificatória:
Equipes classificadas
| Classificação  | Pote 1              | Classificação  | Pote 2      |
| -------------- | ------------------- | -------------- | ----------- |
| 1º (A)         | Guarany de Bagé     | 2º (A, B ou C) | Aimoré      |
| 1º (B)         | Cruzeiro-RS         | 2º (A, B ou C) | Pelotas     |
| 1º (C)         | Internacional       | 3º (B)         | São José-RS |
| 2º (A, B ou C) | Ypiranga de Erechim | 3º (A ou C)    | Grêmio      |

### Esquema
* Em itálico, os times que possuem o mando de campo no primeiro jogo do confronto e em negrito os times classificados
|  | Quartas de final               | Quartas de final               | Quartas de final               | Quartas de final               |       |                   | Semifinais        | Semifinais        | Semifinais        | Semifinais        |  |        | Final              | Final              | Final              | Final              |  |  |
|  | 23 de setembro a 01 de outubro | 23 de setembro a 01 de outubro | 23 de setembro a 01 de outubro | 23 de setembro a 01 de outubro |       |                   | 7 a 15 de outubro | 7 a 15 de outubro | 7 a 15 de outubro | 7 a 15 de outubro |  |        | 22 a 29 de outubro | 22 a 29 de outubro | 22 a 29 de outubro | 22 a 29 de outubro |  |  |
|  |                                |                                |                                |                                |       |                   |                   |                   |                   |                   |  |        |                    |                    |                    |                    |  |  |
|  | Ypiranga de Erechim            | 1                              | 1                              | 2 (3)                          |       |                   |                   |                   |                   |                   |  |        |                    |                    |                    |                    |  |  |
|  | Aimoré (pen)                   | 1                              | 1                              | 2 (4)                          |       |                   |                   |                   |                   |                   |  |        |                    |                    |                    |                    |  |  |
|  | Aimoré (pen)                   | 1                              | 1                              | 2 (4)                          |       | Aimoré (pen)      | 0                 | 2                 | 2 (4)             |                   |  |        |                    |                    |                    |                    |  |  |
|  |                                |                                |                                |                                |       | Aimoré (pen)      | 0                 | 2                 | 2 (4)             |                   |  |        |                    |                    |                    |                    |  |  |
|  |                                | Pelotas                        | 2                              | 0                              | 2 (3) |                   |                   |                   |                   |                   |  |        |                    |                    |                    |                    |  |  |
|  | Guarany de Bagé                | Pelotas                        | 2                              | 0                              | 2 (3) | 1                 | 1                 | 2                 |                   |                   |  |        |                    |                    |                    |                    |  |  |
|  | Guarany de Bagé                |                                |                                |                                |       | 1                 | 1                 | 2                 |                   |                   |  |        |                    |                    |                    |                    |  |  |
|  | Pelotas                        | 1                              | 2                              | 3                              |       |                   |                   |                   |                   |                   |  |        |                    |                    |                    |                    |  |  |
|  | Pelotas                        | 1                              | 2                              | 3                              |       |                   |                   |                   |                   |                   |  | Aimoré | 1                  | 0                  | 1                  |                    |  |  |
|  |                                |                                |                                |                                |       |                   |                   |                   |                   |                   |  | Aimoré | 1                  | 0                  | 1                  |                    |  |  |
|  |                                | São José-RS                    | 0                              | 3                              | 3     |                   |                   |                   |                   |                   |  |        |                    |                    |                    |                    |  |  |
|  | Internacional                  | São José-RS                    | 0                              | 3                              | 3     | 0                 | 1                 | 1                 |                   |                   |  |        |                    |                    |                    |                    |  |  |
|  | Internacional                  |                                |                                |                                |       | 0                 | 1                 | 1                 |                   |                   |  |        |                    |                    |                    |                    |  |  |
|  | São José-RS                    | 3                              | 3                              | 6                              |       |                   |                   |                   |                   |                   |  |        |                    |                    |                    |                    |  |  |
|  | São José-RS                    | 3                              | 3                              | 6                              |       | São José-RS (pen) | 1                 | 2                 | 3 (5)             |                   |  |        |                    |                    |                    |                    |  |  |
|  |                                |                                |                                |                                |       | São José-RS (pen) | 1                 | 2                 | 3 (5)             |                   |  |        |                    |                    |                    |                    |  |  |
|  |                                | Cruzeiro-RS                    | 2                              | 1                              | 3 (3) |                   |                   |                   |                   |                   |  |        |                    |                    |                    |                    |  |  |
|  | Cruzeiro-RS                    | Cruzeiro-RS                    | 2                              | 1                              | 3 (3) | 3                 | 3                 | 6                 |                   |                   |  |        |                    |                    |                    |                    |  |  |
|  | Cruzeiro-RS                    |                                |                                |                                |       | 3                 | 3                 | 6                 |                   |                   |  |        |                    |                    |                    |                    |  |  |
|  | Grêmio                         | 2                              | 2                              | 4                              |       |                   |                   |                   |                   |                   |  |        |                    |                    |                    |                    |  |  |

### Jogos de Ida
| Sábado, 23 de setembro | São José-RS                         | 3 – 0 | Internacional | Estádio Passo D'Areia, Porto Alegre |
| 15:30                  | Clayton 4' · Fábio 67' · Toró 90+1' |       |               | Árbitro: RS Daniel Soder            |

| São José | Internacional |

| Quinta-feira, 28 de setembro | Aimoré  | 1 – 1 | Ypiranga de Erechim  | Estádio Cristo Rei, São Leopoldo |
| 20:00                        | Nuno 6' |       | 58' Guilherme Parede | Árbitro: RS Luciano Prudente     |

| Aimoré | Ypiranga |

| Quarta-feira, 27 de setembro | Pelotas           | 1 – 1 | Guarany de Bagé   | Estádio Boca do Lobo, Pelotas    |
| 20:00                        | Rodrigo Vitor 39' |       | 27' Tiago Saraçol | Árbitro: RS Lucas Guimarães Horn |

| Pelotas | Guarany-B |

| Quarta-feira, 27 de setembro | Grêmio                         | 2 – 3 | Cruzeiro-RS                               | CT Hélio Dourado, Eldorado do Sul     |
| 15:00                        | Guilherme 80' · Denílson 90+1' |       | 54' Reinaldo · 59' Janderson · 60' França | Árbitro: RS Marcus Vinícius Gonçalves |

| Grêmio | Cruzeiro-RS |

### Jogos de Volta
| Sábado, 30 de setembro | Internacional | 1 – 3 | São José-RS                               | Estádio Morada dos Quero-Queros, Alvorada |
| 11:00                  | Jeferson 53'  |       | 6' Diego Torres · 18' Guedes · 34' Kelvin | Árbitro: RS Jonathan Pinheiro             |

| Internacional | São José |

| Domingo, 1º de outubro | Cruzeiro-RS                   | 3 – 2 | Grêmio                    | Estádio Antônio Vieira Ramos, Gravataí |
| 15:00                  | Rafinha 16' · França 50', 53' |       | 65' Nikolas · 83' Poletto | Árbitro: RS David Baquini              |

| Cruzeiro-RS | Grêmio |

| Domingo, 1 de outubro | Guarany de Bagé     | 1 – 2 | Pelotas                    | Estádio Estrela D'Alva, Bagé |
| 16:00                 | Tiago Saraçol 90+2' |       | 49' Valença · 51' Paulinho | Árbitro: RS Douglas Silva    |

| Guarany-B | Pelotas |

| Segunda-feira, 2 de outubro | Ypiranga de Erechim  | 1 – 1 | Aimoré      | Estádio Colosso da Lagoa, Erechim |
| 15:30                       | Guilherme Parede 25' |       | 89' Giovani | Árbitro: RS Eleno Todeschini      |

|                                              |       | Penalidades                                 |  |
| Talles Guilherme Parede Safira Daniel Michel | 3 – 4 | Feijão Luis Henrique Giovani Faísca Brandão |  |

| Ypiranga | Aimoré |

### Jogos de Ida
| Domingo, 8 de outubro | Pelotas                              | 2 – 0 | Aimoré | Estádio Boca do Lobo, Pelotas |
| 15:30                 | Giovane Gomez 31' · Jean Roberto 71' |       |        | Árbitro: RS Daniel Nobre Bins |

| Pelotas | Aimoré |

| Sábado, 7 de outubro | São José-RS | 1 – 2 | Cruzeiro-RS                 | Estádio Passo D'Areia, Porto Alegre |
| 15:30                | Fábio 92'   |       | 42' Rafinha · 57' Janderson | Árbitro: RS Roger Goulart           |

| São José | Cruzeiro-RS |

### Jogos de Volta
| Domingo, 15 de outubro | Aimoré                         | 2 – 0 | Pelotas | Estádio Cristo Rei, São Leopoldo |
| 15:30                  | Matheus 54' · Giovani Rosa 92' |       |         | Árbitro: RS Vinícius Amaral      |

|                                                |       | Penalidades                                                       |  |
| Faísca Tiago Corrêa Giovani Rosa Matheus Digaô | 4 – 3 | Ricardo Bierhals Rodrigo Vitor Alberto Giovani Gomes Juliano Tato |  |

| Aimoré | Pelotas |

| Domingo, 15 de outubro | Cruzeiro-RS | 1 – 2 | São José-RS                            | Estádio Antônio Vieira Ramos, Gravataí |
| 15:00                  | França 09'  |       | 49' Cláudio Maratona · 84' Mateus Totô | Árbitro: RS Daniel Nobre Bins          |

|                                        |       | Penalidades                                                          |  |
| Diego Superti Reinaldo Otávio Saldanha | 3 – 5 | Fabio Rampi Claudinho Éverton Alemão Henrique Rambo Cláudio Maradona |  |

| Cruzeiro-RS | São José |

### Final
Jogo de Ida
| Domingo, 22 de outubro | Aimoré      | 1 – 0     | São José-RS | Estádio Cristo Rei, São Leopoldo |
| 17:00                  | Rhainer 70' | Relatório |             | Árbitro: RS Márcio Coruja        |

| Aimoré | São José |

Jogo de Volta
| Domingo, 29 de outubro | São José-RS                                 | 3 – 0     | Aimoré | Estádio Passo D'Areia, Porto Alegre    |
| 11:00                  | Flávio Torres 39' · Kelvin 45' · Márcio 87' | Relatório |        | Árbitro: RS Jean Pierre Gonçalves Lima |

| São José | Aimoré |

## Estatísticas

### Público
Maiores Públicos

### Média
As médias de público são calculadas manualmente, levando-se em conta o relatório oficial emitido pela Federação Gaúcha de Futebol, disponíveis no site oficial.
| Pos. | Time                | Média | Total | Mandos | Maior | Menor |
| ---- | ------------------- | ----- | ----- | ------ | ----- | ----- |
| 1    | Pelotas             | 496,2 | 2 481 | 5      | 1 184 | 257   |
| 2    | Cruzeiro-RS         | 172,3 | 1 034 | 6      | 347   | 39    |
| 3    | São José-RS         | 145,0 | 1 015 | 7      | 750   | 17    |
| 4    | Grêmio B            | 96,2  | 481   | 5      | 115   | 56    |
| 5    | Guarany de Bagé     | 80,3  | 241   | 4      | 90    | 75    |
| 6    | Bagé                | 64,0  | 192   | 3      | 69    | 58    |
| 7    | Aimoré              | 49,3  | 345   | 7      | 137   | 8     |
| 8    | Igrejinha           | 48,5  | 194   | 4      | 62    | 34    |
| 9    | Real                | 42,0  | 168   | 4      | 73    | 13    |
| 10   | Ypiranga de Erechim | 36,3  | 145   | 4      | 44    | 29    |
| 11   | Três Passos         | 27,3  | 109   | 4      | 33    | 21    |
| 12   | Nova Prata          | 21,3  | 64    | 3      | 25    | 17    |
| 13   | Internacional B     | 0,0   | 0     | 4      | 0     | 0     |

### Classificação Final
| Campeão                         |                     |    |    |   |   |   |    |    |     |
| 1                               | São José-RS         | 24 | 14 | 7 | 3 | 4 | 26 | 12 | 14  |
| Vice-campeão                    |                     |    |    |   |   |   |    |    |     |
| 2                               | Aimoré              | 22 | 14 | 6 | 4 | 4 | 15 | 14 | 1   |
| Eliminados nas semifinais       |                     |    |    |   |   |   |    |    |     |
| 3                               | Cruzeiro-RS         | 26 | 12 | 8 | 2 | 2 | 22 | 9  | 13  |
| 4                               | Pelotas             | 15 | 10 | 4 | 3 | 3 | 15 | 14 | 1   |
| Eliminados nas quartas de final |                     |    |    |   |   |   |    |    |     |
| 5                               | Ypiranga de Erechim | 17 | 8  | 5 | 2 | 1 | 13 | 6  | 7   |
| 6                               | Internacional B     | 15 | 8  | 5 | 0 | 3 | 14 | 10 | 4   |
| 7                               | Guarany de Bagé     | 10 | 8  | 2 | 4 | 2 | 7  | 8  | -1  |
| 8                               | Grêmio B            | 11 | 10 | 3 | 2 | 5 | 12 | 14 | -2  |
| Eliminado no playoff            |                     |    |    |   |   |   |    |    |     |
| 9                               | Três Passos         | 6  | 8  | 2 | 0 | 6 | 7  | 15 | -8  |
| Eliminados na fase de grupos    |                     |    |    |   |   |   |    |    |     |
| 10                              | Igrejinha           | 9  | 8  | 1 | 6 | 1 | 7  | 9  | -2  |
| 11                              | Bagé                | 7  | 6  | 2 | 1 | 3 | 5  | 5  | 0   |
| 12                              | Nova Prata          | 3  | 6  | 1 | 0 | 5 | 2  | 10 | -8  |
| 13                              | Real                | 1  | 8  | 0 | 1 | 7 | 1  | 20 | -19 |

## Campeão
| Copa FGF de 2017                 |
| Porto Alegre                     |
| -------------------------------- |
| São José-RS Campeão (1.º título) |